# 朱美拉澳門酒店
朱美拉澳門酒店（英語：Jumeirah Macau Hotel）是信德集團顆拍朱美拉集團位於澳門路氹城興建一座頂級豪華酒店計劃；計劃預計在2013年竣工，但截至2023年連地盤的實際位置都尚未明确。

## 夥拍計劃
信德集團早在2005年至2006年經已和阿聯酋迪拜集團旗下的卓美亞奢華酒店集團（Jumeirah Group）開始就這個項目計劃而進行洽談；2008年12月2日下午，信德集團董事總經理何超瓊在香港中環和迪拜朱美拉集團行政主席格拉爾德·勞利斯（Gerald Lawless）簽署管理合作協議，正式宣布信德集團夥拍朱美拉集團在澳門路氹城興建一座服務式住宅以及五星級酒店——朱美拉澳門酒店的計劃。朱美拉澳門酒店將會是朱美拉集團繼朱美拉漢唐新天地及朱美拉廣州酒店後，在中國第三家的品牌酒店

## 選址
根據公布的計劃，朱美拉澳門酒店已經選址，選址是路氹城中心（即澳門東亞運動會體育館附近）的地皮，佔地總面積不超過200萬平方呎；而酒店總體設計和外型仍然處於構思及設計階段，但不會以博彩為主題。

## 鄰近建築／景點
| 景點 - 路環小型賽車場 - 澳門賽馬會 - 澳門國際遊艇俱樂部 旅館或商業項目 - 皇庭海景酒店 - 澳門葡京人 | 建設 - 路氹國際體育綜合體 - 澳門東亞運動會體育館 （澳門蛋） - 保齡球中心 - 網球學校 - 國際射擊中心 - 澳門戶外表演區 - 澳門科技大學 - 科大醫院 - 蓮花大橋 - 東方高爾夫球會 - 離島醫院綜合體北京協和醫院澳門醫學中心 - 駕駛學習暨考試中心 - 澳門鏡湖護理學院 | 「路氹金光大道™」商標項目 - 澳門威尼斯人度假村酒店 - 金光綜藝館 - 澳門百利宮 - 四季酒店 - 百利沙娛樂場 - 四季·名店 - 澳門倫敦人 - 康萊德酒店 - 倫敦人酒店 - 倫敦人名匯 - 瑞吉酒店 - 澳門巴黎人 - 巴黎人酒店 | 路氹城其他大型項目 - 新濠天地 - 頤居 - 迎尚酒店 - 君悅酒店 - 摩珀斯酒店 - 新濠大道 - 澳門銀河 - 澳門銀河酒店 - 澳門大倉酒店 - 澳門悅榕庄酒店 - 澳門JW萬豪酒店 - 澳門麗思卡爾頓酒店 - 澳門百老匯 - 萊佛士酒店 - 安達仕酒店 - 澳門嘉佩樂酒店 - 新濠影滙 - 新濠影滙酒店 - 澳門W酒店 - 永利皇宫 - 永利皇宮酒店 - 美獅美高梅 - 上葡京 |